# Giro Ciclistico d'Italia 2019
La 42.ª edición de la competición ciclista Giro Ciclistico d'Italia (también llamado extraoficialmente: Baby Giro o Girobio) fue una carrera de ciclismo en ruta por etapas que se celebró entre el 13 y el 23 de junio de 2019 en Italia, con inicio en la ciudad de Riccione y final en el alto del Passo Fedaia en los Dolomitas sobre un recorrido de 1172,9 kilómetros.
La carrera formó parte del UCI Europe Tour 2019 dentro de la categoría UCI 2.2U (categoría del profesionalismo sub-23 para corredores menores de 23 años). El vencedor final fue el colombiano Andrés Camilo Ardila de la selección de Colombia. Lo acompañaron en el podio sus compatriotas Einer Rubio y Juan Diego Alba.

## Equipos participantes
Tomaron parte en la carrera 25 equipos de categoría sub-23: 1 de categoría UCI WorldTour 2019 invitado por la organización; 1 de categoría Profesional Continental; 1 de categoría Continental; 4 selecciones nacionales; y 8 equipo regionales sub-23. Formando así un pelotón de 174 ciclistas de los que acabaron 127. Los equipos participantes fueron:
| WorldTeam- Groupama-FDJ Equipo continental profesional- Hagens Berman Axeon Equipos continentales (12)- Kometa - SEG Racing Academy - Astana City - Team Wiggins Le Col - Tirol KTM Cycling Team - Dimension Data for Qhubeka - Cycling Team Friuli - Team Colpack - Iseo Serrature-Rime-Carnovali - Biesse Carrera Gavardo - Petroli Firenze-Maserati-Hopplà - Sangemini-Trevigiani-MG.Kvis Equipos nacionales (4)- Colombia - Gran Bretaña - Rusia - Italia Equipos ciclistas aficionados (3)- Lizarte - Holdsworth Zappi RT - Gallina-Colosio-Eurofeed Equipos regionales y de clubes (5)- IAM Cycling - Lotto-Soudal U23 - Zalf Euromobil Désirée Fior - GSC Viris Vigevano Lomellina - General Store Bottoli Zardini |
| |

## Recorrido
El Giro Ciclistico d'Italia dispuso de diez etapas para un recorrido total de 1172,9 kilómetros, dividido en un prólogo, dos etapas llanas, dos etapas de media montaña y cinco etapas de montaña.
| Etapa     | Fecha     | Recorrido                            | type                    | Distancia (km) | Ganador              | Líder                |
| --------- | --------- | ------------------------------------ | ----------------------- | -------------- | -------------------- | -------------------- |
| Prólogo   | 13 de jun | Riccione – Riccione                  | contrarreloj individual | 3,3            | Ethan Hayter         | Ethan Hayter         |
| 1.ª etapa | 14 de jun | Riccione – Santa Sofia               | etapa llana             | 143,2          | Ethan Hayter         | Ethan Hayter         |
| 2.ª etapa | 15 de jun | Bagno di Romagna – Pescia            | etapa escarpada         | 173,6          | Matthew Walls        | Ethan Hayter         |
| 3.ª etapa | 16 de jun | Sesto Fiorentino – Gaiole in Chianti | etapa escarpada         | 145,5          | Fabio Mazzucco       | Fabio Mazzucco       |
| 4.ª etapa | 17 de jun | Buonconvento – Monte Amiata          | etapa de montaña        | 140,2          | Andrés Camilo Ardila | Andrés Camilo Ardila |
|           | 18 de jun | Día de descanso                      | Día de descanso         |                |                      |                      |
| 5.ª etapa | 19 de jun | Sorbolo Mezzani – Passo del Maniva   | etapa de montaña        | 158,3          | Andrés Camilo Ardila | Andrés Camilo Ardila |
| 6.ª etapa | 20 de jun | Aprica – Aprica                      | etapa de montaña        | 94,3           | Juan Diego Alba      | Andrés Camilo Ardila |
| 7.ª etapa | 21 de jun | Dimaro – Levico Terme                | etapa llana             | 137,1          | Fred Wright          | Andrés Camilo Ardila |
| 8.ª etapa | 22 de jun | Rosà – Falcade                       | etapa de montaña        | 133,6          | Nicola Venchiarutti  | Andrés Camilo Ardila |
| 9.ª etapa | 23 de jun | Agordo – Passo Fedaia                | etapa de montaña        | 39,9           | Einer Rubio          | Andrés Camilo Ardila |

## Desarrollo de la carrera

### Prólogo
| Riccione - Riccione | contrarreloj individual | (3,3 km) |

| \| Clasificación de la etapa \| Clasificación de la etapa \| Clasificación de la etapa \| Clasificación de la etapa \| Clasificación de la etapa \| \| Ciclista \| Ciclista \| Equipo \| Tiempo \| \| \| ------------------------- \| ------------------------- \| ------------------------- \| ------------------------- \| ------------------------- \| \| 1.º \| Ethan Hayter \| Gran Bretaña \| 3 min 55 s \| \| \| 2.º \| Kaden Groves \| SEG Racing Academy \| + 0 s \| \| \| 3.º \| Maikel Zijlaard \| Hagens Berman Axeon \| + 1 s \| \| \| 4.º \| Charlie Quarterman \| Zappi Racing Team \| + 2 s \| \| \| 5.º \| Nicolas Dalla Valle \| Tirol KTM Cycling Team \| + 2 s \| \| |                     |                        |            |
| |                     |                        |            |
| Fuente: ProCyclingStats |                     |                        |            |
| Clasificación de la etapa |                     |                        |            |
| Ciclista | Ciclista            | Equipo                 | Tiempo     |
| 1.º | Ethan Hayter        | Gran Bretaña           | 3 min 55 s |
| 2.º | Kaden Groves        | SEG Racing Academy     | + 0 s      |
| 3.º | Maikel Zijlaard     | Hagens Berman Axeon    | + 1 s      |
| 4.º | Charlie Quarterman  | Zappi Racing Team      | + 2 s      |
| 5.º | Nicolas Dalla Valle | Tirol KTM Cycling Team | + 2 s      |

| \| Clasificación general \| Clasificación general \| Clasificación general \| Clasificación general \| Clasificación general \| \| Ciclista \| Ciclista \| Equipo \| Tiempo \| \| \| --------------------- \| --------------------- \| ---------------------- \| --------------------- \| --------------------- \| \| 1.º \| Ethan Hayter \| Gran Bretaña \| 3 min 55 s \| \| \| 2.º \| Kaden Groves \| SEG Racing Academy \| + 0 s \| \| \| 3.º \| Maikel Zijlaard \| Hagens Berman Axeon \| + 1 s \| \| \| 4.º \| Charlie Quarterman \| Zappi Racing Team \| + 2 s \| \| \| 5.º \| Nicolas Dalla Valle \| Tirol KTM Cycling Team \| + 2 s \| \| |                     |                        |            |
| |                     |                        |            |
| Fuente: ProCyclingStats |                     |                        |            |
| Clasificación general |                     |                        |            |
| Ciclista | Ciclista            | Equipo                 | Tiempo     |
| 1.º | Ethan Hayter        | Gran Bretaña           | 3 min 55 s |
| 2.º | Kaden Groves        | SEG Racing Academy     | + 0 s      |
| 3.º | Maikel Zijlaard     | Hagens Berman Axeon    | + 1 s      |
| 4.º | Charlie Quarterman  | Zappi Racing Team      | + 2 s      |
| 5.º | Nicolas Dalla Valle | Tirol KTM Cycling Team | + 2 s      |

### 1.ª etapa
| Riccione - Santa Sofia | etapa llana | (143,2 km) |

| \| Clasificación de la etapa \| Clasificación de la etapa \| Clasificación de la etapa \| Clasificación de la etapa \| Clasificación de la etapa \| \| Ciclista \| Ciclista \| Equipo \| Tiempo \| \| \| ------------------------- \| ------------------------- \| --------------------------- \| ------------------------- \| ------------------------- \| \| 1.º \| Ethan Hayter \| Gran Bretaña \| 3 h 15 min 19 s \| \| \| 2.º \| Georg Zimmermann \| Tirol KTM Cycling Team \| + 0 s \| \| \| 3.º \| Alexys Brunel \| Groupama-FDJ \| + 5 s \| \| \| 4.º \| Gregorio Ferri \| Zalf Euromobil Désirée Fior \| + 14 s \| \| \| 5.º \| Nicolas Dalla Valle \| Tirol KTM Cycling Team \| + 14 s \| \| |                     |                             |                 |
| |                     |                             |                 |
| Fuente: ProCyclingStats |                     |                             |                 |
| Clasificación de la etapa |                     |                             |                 |
| Ciclista | Ciclista            | Equipo                      | Tiempo          |
| 1.º | Ethan Hayter        | Gran Bretaña                | 3 h 15 min 19 s |
| 2.º | Georg Zimmermann    | Tirol KTM Cycling Team      | + 0 s           |
| 3.º | Alexys Brunel       | Groupama-FDJ                | + 5 s           |
| 4.º | Gregorio Ferri      | Zalf Euromobil Désirée Fior | + 14 s          |
| 5.º | Nicolas Dalla Valle | Tirol KTM Cycling Team      | + 14 s          |

| \| Clasificación general \| Clasificación general \| Clasificación general \| Clasificación general \| Clasificación general \| \| Ciclista \| Ciclista \| Equipo \| Tiempo \| \| \| --------------------- \| --------------------- \| ---------------------- \| --------------------- \| --------------------- \| \| 1.º \| Ethan Hayter \| Gran Bretaña \| 3 h 19 min 04 s \| \| \| 2.º \| Alexys Brunel \| Groupama-FDJ \| + 14 s \| \| \| 3.º \| Georg Zimmermann \| Tirol KTM Cycling Team \| + 25 s \| \| \| 4.º \| Nicolas Dalla Valle \| Tirol KTM Cycling Team \| + 26 s \| \| \| 5.º \| Kaden Groves \| SEG Racing Academy \| + 27 s \| \| |                     |                        |                 |
| |                     |                        |                 |
| Fuente: ProCyclingStats |                     |                        |                 |
| Clasificación general |                     |                        |                 |
| Ciclista | Ciclista            | Equipo                 | Tiempo          |
| 1.º | Ethan Hayter        | Gran Bretaña           | 3 h 19 min 04 s |
| 2.º | Alexys Brunel       | Groupama-FDJ           | + 14 s          |
| 3.º | Georg Zimmermann    | Tirol KTM Cycling Team | + 25 s          |
| 4.º | Nicolas Dalla Valle | Tirol KTM Cycling Team | + 26 s          |
| 5.º | Kaden Groves        | SEG Racing Academy     | + 27 s          |

### 2.ª etapa
| Bagno di Romagna - Pescia | etapa escarpada | (173,6 km) |

| \| Clasificación de la etapa \| Clasificación de la etapa \| Clasificación de la etapa \| Clasificación de la etapa \| Clasificación de la etapa \| \| Ciclista \| Ciclista \| Equipo \| Tiempo \| \| \| ------------------------- \| ------------------------- \| --------------------------- \| ------------------------- \| ------------------------- \| \| 1.º \| Matthew Walls \| Gran Bretaña \| 4 h 33 min 59 s \| \| \| 2.º \| Gregorio Ferri \| Zalf Euromobil Désirée Fior \| + 0 s \| \| \| 3.º \| Kaden Groves \| SEG Racing Academy \| + 0 s \| \| \| 4.º \| Francesco Di Felice \| \| + 0 s \| \| \| 5.º \| Nicolas Dalla Valle \| Tirol KTM Cycling Team \| + 0 s \| \| |                     |                             |                 |
| |                     |                             |                 |
| Fuente: ProCyclingStats |                     |                             |                 |
| Clasificación de la etapa |                     |                             |                 |
| Ciclista | Ciclista            | Equipo                      | Tiempo          |
| 1.º | Matthew Walls       | Gran Bretaña                | 4 h 33 min 59 s |
| 2.º | Gregorio Ferri      | Zalf Euromobil Désirée Fior | + 0 s           |
| 3.º | Kaden Groves        | SEG Racing Academy          | + 0 s           |
| 4.º | Francesco Di Felice |                             | + 0 s           |
| 5.º | Nicolas Dalla Valle | Tirol KTM Cycling Team      | + 0 s           |

| \| Clasificación general \| Clasificación general \| Clasificación general \| Clasificación general \| Clasificación general \| \| Ciclista \| Ciclista \| Equipo \| Tiempo \| \| \| --------------------- \| --------------------- \| ---------------------- \| --------------------- \| --------------------- \| \| 1.º \| Ethan Hayter \| Gran Bretaña \| 7 h 53 min 03 s \| \| \| 2.º \| Alexys Brunel \| Groupama-FDJ \| + 14 s \| \| \| 3.º \| Matthew Walls \| Gran Bretaña \| + 20 s \| \| \| 4.º \| Kaden Groves \| SEG Racing Academy \| + 23 s \| \| \| 5.º \| Georg Zimmermann \| Tirol KTM Cycling Team \| + 25 s \| \| |                  |                        |                 |
| |                  |                        |                 |
| Fuente: ProCyclingStats |                  |                        |                 |
| Clasificación general |                  |                        |                 |
| Ciclista | Ciclista         | Equipo                 | Tiempo          |
| 1.º | Ethan Hayter     | Gran Bretaña           | 7 h 53 min 03 s |
| 2.º | Alexys Brunel    | Groupama-FDJ           | + 14 s          |
| 3.º | Matthew Walls    | Gran Bretaña           | + 20 s          |
| 4.º | Kaden Groves     | SEG Racing Academy     | + 23 s          |
| 5.º | Georg Zimmermann | Tirol KTM Cycling Team | + 25 s          |

### 3.ª etapa
| Sesto Fiorentino - Gaiole in Chianti | etapa escarpada | (145,5 km) |

| \| Clasificación de la etapa \| Clasificación de la etapa \| Clasificación de la etapa \| Clasificación de la etapa \| Clasificación de la etapa \| \| Ciclista \| Ciclista \| Equipo \| Tiempo \| \| \| ------------------------- \| ------------------------- \| ---------------------------- \| ------------------------- \| ------------------------- \| \| 1.º \| Fabio Mazzucco \| Sangemini-Trevigiani-MG.Kvis \| 3 h 35 min 42 s \| \| \| 2.º \| Markus Wildauer \| Tirol KTM Cycling Team \| + 1 min 03 s \| \| \| 3.º \| Georg Zimmermann \| Tirol KTM Cycling Team \| + 1 min 03 s \| \| \| 4.º \| Fred Wright \| Gran Bretaña \| + 1 min 11 s \| \| \| 5.º \| Simon Guglielmi \| Groupama-FDJ \| + 1 min 11 s \| \| |                  |                              |                 |
| |                  |                              |                 |
| Fuente: ProCyclingStats |                  |                              |                 |
| Clasificación de la etapa |                  |                              |                 |
| Ciclista | Ciclista         | Equipo                       | Tiempo          |
| 1.º | Fabio Mazzucco   | Sangemini-Trevigiani-MG.Kvis | 3 h 35 min 42 s |
| 2.º | Markus Wildauer  | Tirol KTM Cycling Team       | + 1 min 03 s    |
| 3.º | Georg Zimmermann | Tirol KTM Cycling Team       | + 1 min 03 s    |
| 4.º | Fred Wright      | Gran Bretaña                 | + 1 min 11 s    |
| 5.º | Simon Guglielmi  | Groupama-FDJ                 | + 1 min 11 s    |

| \| Clasificación general \| Clasificación general \| Clasificación general \| Clasificación general \| Clasificación general \| \| Ciclista \| Ciclista \| Equipo \| Tiempo \| \| \| --------------------- \| --------------------- \| ---------------------------- \| --------------------- \| --------------------- \| \| 1.º \| Fabio Mazzucco \| Sangemini-Trevigiani-MG.Kvis \| 11 h 29 min 06 s \| \| \| 2.º \| Georg Zimmermann \| Tirol KTM Cycling Team \| + 1 min 00 s \| \| \| 3.º \| Alexys Brunel \| Groupama-FDJ \| + 1 min 04 s \| \| \| 4.º \| Markus Wildauer \| Tirol KTM Cycling Team \| + 1 min 09 s \| \| \| 5.º \| Nicolas Dalla Valle \| Tirol KTM Cycling Team \| + 1 min 16 s \| \| |                     |                              |                  |
| |                     |                              |                  |
| Fuente: ProCyclingStats |                     |                              |                  |
| Clasificación general |                     |                              |                  |
| Ciclista | Ciclista            | Equipo                       | Tiempo           |
| 1.º | Fabio Mazzucco      | Sangemini-Trevigiani-MG.Kvis | 11 h 29 min 06 s |
| 2.º | Georg Zimmermann    | Tirol KTM Cycling Team       | + 1 min 00 s     |
| 3.º | Alexys Brunel       | Groupama-FDJ                 | + 1 min 04 s     |
| 4.º | Markus Wildauer     | Tirol KTM Cycling Team       | + 1 min 09 s     |
| 5.º | Nicolas Dalla Valle | Tirol KTM Cycling Team       | + 1 min 16 s     |

### 4.ª etapa
| Buonconvento - Monte Amiata | etapa de montaña | (140,2 km) |

| \| Clasificación de la etapa \| Clasificación de la etapa \| Clasificación de la etapa \| Clasificación de la etapa \| Clasificación de la etapa \| \| Ciclista \| Ciclista \| Equipo \| Tiempo \| \| \| ------------------------- \| ------------------------- \| ------------------------- \| ------------------------- \| ------------------------- \| \| 1.º \| Andrés Camilo Ardila \| Colombia sub-23 \| 4 h 05 min 42 s \| \| \| 2.º \| Viktor Verschaeve \| Lotto-Soudal U23 \| + 18 s \| \| \| 3.º \| Einer Rubio \| Aran Vejus \| + 24 s \| \| \| 4.º \| Alessandro Covi \| Colpack \| + 35 s \| \| \| 5.º \| Juan Diego Alba \| Colombia sub-23 \| + 47 s \| \| |                      |                  |                 |
| |                      |                  |                 |
| Fuente: ProCyclingStats |                      |                  |                 |
| Clasificación de la etapa |                      |                  |                 |
| Ciclista | Ciclista             | Equipo           | Tiempo          |
| 1.º | Andrés Camilo Ardila | Colombia sub-23  | 4 h 05 min 42 s |
| 2.º | Viktor Verschaeve    | Lotto-Soudal U23 | + 18 s          |
| 3.º | Einer Rubio          | Aran Vejus       | + 24 s          |
| 4.º | Alessandro Covi      | Colpack          | + 35 s          |
| 5.º | Juan Diego Alba      | Colombia sub-23  | + 47 s          |

| \| Clasificación general \| Clasificación general \| Clasificación general \| Clasificación general \| Clasificación general \| \| Ciclista \| Ciclista \| Equipo \| Tiempo \| \| \| --------------------- \| --------------------- \| ----------------------------- \| --------------------- \| --------------------- \| \| 1.º \| Andrés Camilo Ardila \| Colombia sub-23 \| 15 h 36 min 33 s \| \| \| 2.º \| Alessandro Covi \| Colpack \| + 18 s \| \| \| 3.º \| Filippo Conca \| Biesse Carrera \| + 1 min 05 s \| \| \| 4.º \| Alessandro Monaco \| Iseo Serrature-Rime-Carnovali \| + 1 min 18 s \| \| \| 5.º \| Simon Guglielmi \| Groupama-FDJ \| + 1 min 35 s \| \| |                      |                               |                  |
| |                      |                               |                  |
| Fuente: ProCyclingStats |                      |                               |                  |
| Clasificación general |                      |                               |                  |
| Ciclista | Ciclista             | Equipo                        | Tiempo           |
| 1.º | Andrés Camilo Ardila | Colombia sub-23               | 15 h 36 min 33 s |
| 2.º | Alessandro Covi      | Colpack                       | + 18 s           |
| 3.º | Filippo Conca        | Biesse Carrera                | + 1 min 05 s     |
| 4.º | Alessandro Monaco    | Iseo Serrature-Rime-Carnovali | + 1 min 18 s     |
| 5.º | Simon Guglielmi      | Groupama-FDJ                  | + 1 min 35 s     |

### 5.ª etapa
| Sorbolo Mezzani - Passo del Maniva | etapa de montaña | (158,3 km) |

| \| Clasificación de la etapa \| Clasificación de la etapa \| Clasificación de la etapa \| Clasificación de la etapa \| Clasificación de la etapa \| \| Ciclista \| Ciclista \| Equipo \| Tiempo \| \| \| ------------------------- \| ------------------------- \| ------------------------- \| ------------------------- \| ------------------------- \| \| 1.º \| Andrés Camilo Ardila \| Colombia sub-23 \| 3 h 56 min 51 s \| \| \| 2.º \| Jesús David Peña \| Colombia sub-23 \| + 1 min 08 s \| \| \| 3.º \| Einer Rubio \| Aran Vejus \| + 1 min 12 s \| \| \| 4.º \| Juan Diego Alba \| Colombia sub-23 \| + 1 min 22 s \| \| \| 5.º \| Alessandro Covi \| Colpack \| + 1 min 40 s \| \| |                      |                 |                 |
| |                      |                 |                 |
| Fuente: ProCyclingStats |                      |                 |                 |
| Clasificación de la etapa |                      |                 |                 |
| Ciclista | Ciclista             | Equipo          | Tiempo          |
| 1.º | Andrés Camilo Ardila | Colombia sub-23 | 3 h 56 min 51 s |
| 2.º | Jesús David Peña     | Colombia sub-23 | + 1 min 08 s    |
| 3.º | Einer Rubio          | Aran Vejus      | + 1 min 12 s    |
| 4.º | Juan Diego Alba      | Colombia sub-23 | + 1 min 22 s    |
| 5.º | Alessandro Covi      | Colpack         | + 1 min 40 s    |

| \| Clasificación general \| Clasificación general \| Clasificación general \| Clasificación general \| Clasificación general \| \| Ciclista \| Ciclista \| Equipo \| Tiempo \| \| \| --------------------- \| --------------------- \| ----------------------------- \| --------------------- \| --------------------- \| \| 1.º \| Andrés Camilo Ardila \| Colombia sub-23 \| 19 h 33 min 14 s \| \| \| 2.º \| Alessandro Covi \| Colpack \| + 2 min 08 s \| \| \| 3.º \| Alessandro Monaco \| Iseo Serrature-Rime-Carnovali \| + 3 min 18 s \| \| \| 4.º \| Filippo Conca \| Biesse Carrera \| + 3 min 45 s \| \| \| 5.º \| Simon Guglielmi \| Groupama-FDJ \| + 4 min 50 s \| \| |                      |                               |                  |
| |                      |                               |                  |
| Fuente: ProCyclingStats |                      |                               |                  |
| Clasificación general |                      |                               |                  |
| Ciclista | Ciclista             | Equipo                        | Tiempo           |
| 1.º | Andrés Camilo Ardila | Colombia sub-23               | 19 h 33 min 14 s |
| 2.º | Alessandro Covi      | Colpack                       | + 2 min 08 s     |
| 3.º | Alessandro Monaco    | Iseo Serrature-Rime-Carnovali | + 3 min 18 s     |
| 4.º | Filippo Conca        | Biesse Carrera                | + 3 min 45 s     |
| 5.º | Simon Guglielmi      | Groupama-FDJ                  | + 4 min 50 s     |

### 6.ª etapa
| Aprica - Aprica | etapa de montaña | (94,3 km) |

| \| Clasificación de la etapa \| Clasificación de la etapa \| Clasificación de la etapa \| Clasificación de la etapa \| Clasificación de la etapa \| \| Ciclista \| Ciclista \| Equipo \| Tiempo \| \| \| ------------------------- \| ------------------------- \| ------------------------- \| ------------------------- \| ------------------------- \| \| 1.º \| Juan Diego Alba \| Colombia sub-23 \| 2 h 57 min 21 s \| \| \| 2.º \| Einer Rubio \| Aran Vejus \| + 33 s \| \| \| 3.º \| Kevin Colleoni \| Biesse Carrera Gavardo \| + 33 s \| \| \| 4.º \| Andrés Camilo Ardila \| Colombia sub-23 \| + 39 s \| \| \| 5.º \| Filippo Conca \| Biesse Carrera \| + 1 min 56 s \| \| |                      |                        |                 |
| |                      |                        |                 |
| Fuente: ProCyclingStats |                      |                        |                 |
| Clasificación de la etapa |                      |                        |                 |
| Ciclista | Ciclista             | Equipo                 | Tiempo          |
| 1.º | Juan Diego Alba      | Colombia sub-23        | 2 h 57 min 21 s |
| 2.º | Einer Rubio          | Aran Vejus             | + 33 s          |
| 3.º | Kevin Colleoni       | Biesse Carrera Gavardo | + 33 s          |
| 4.º | Andrés Camilo Ardila | Colombia sub-23        | + 39 s          |
| 5.º | Filippo Conca        | Biesse Carrera         | + 1 min 56 s    |

| \| Clasificación general \| Clasificación general \| Clasificación general \| Clasificación general \| Clasificación general \| \| Ciclista \| Ciclista \| Equipo \| Tiempo \| \| \| --------------------- \| --------------------- \| --------------------- \| --------------------- \| --------------------- \| \| 1.º \| Andrés Camilo Ardila \| Colombia sub-23 \| 22 h 31 min 14 s \| \| \| 2.º \| Alessandro Covi \| Colpack \| + 4 min 13 s \| \| \| 3.º \| Einer Rubio \| Aran Vejus \| + 4 min 41 s \| \| \| 4.º \| Juan Diego Alba \| Colombia sub-23 \| + 4 min 52 s \| \| \| 5.º \| Filippo Conca \| Biesse Carrera \| + 5 min 02 s \| \| |                      |                 |                  |
| |                      |                 |                  |
| Fuente: ProCyclingStats |                      |                 |                  |
| Clasificación general |                      |                 |                  |
| Ciclista | Ciclista             | Equipo          | Tiempo           |
| 1.º | Andrés Camilo Ardila | Colombia sub-23 | 22 h 31 min 14 s |
| 2.º | Alessandro Covi      | Colpack         | + 4 min 13 s     |
| 3.º | Einer Rubio          | Aran Vejus      | + 4 min 41 s     |
| 4.º | Juan Diego Alba      | Colombia sub-23 | + 4 min 52 s     |
| 5.º | Filippo Conca        | Biesse Carrera  | + 5 min 02 s     |

### 7.ª etapa
| Dimaro - Levico Terme | etapa llana | (137,1 km) |

| \| Clasificación de la etapa \| Clasificación de la etapa \| Clasificación de la etapa \| Clasificación de la etapa \| Clasificación de la etapa \| \| Ciclista \| Ciclista \| Equipo \| Tiempo \| \| \| ------------------------- \| ------------------------- \| ------------------------- \| ------------------------- \| ------------------------- \| \| 1.º \| Fred Wright \| Gran Bretaña \| 2 h 51 min 36 s \| \| \| 2.º \| Ide Schelling \| SEG Racing Academy \| + 15 s \| \| \| 3.º \| Charlie Quarterman \| Holdsworth Zappi RT \| + 17 s \| \| \| 4.º \| Nicolas Dalla Valle \| Tirol KTM Cycling Team \| + 23 s \| \| \| 5.º \| Ethan Hayter \| VC Londres \| + 23 s \| \| |                     |                        |                 |
| |                     |                        |                 |
| Fuente: ProCyclingStats |                     |                        |                 |
| Clasificación de la etapa |                     |                        |                 |
| Ciclista | Ciclista            | Equipo                 | Tiempo          |
| 1.º | Fred Wright         | Gran Bretaña           | 2 h 51 min 36 s |
| 2.º | Ide Schelling       | SEG Racing Academy     | + 15 s          |
| 3.º | Charlie Quarterman  | Holdsworth Zappi RT    | + 17 s          |
| 4.º | Nicolas Dalla Valle | Tirol KTM Cycling Team | + 23 s          |
| 5.º | Ethan Hayter        | VC Londres             | + 23 s          |

| \| Clasificación general \| Clasificación general \| Clasificación general \| Clasificación general \| Clasificación general \| \| Ciclista \| Ciclista \| Equipo \| Tiempo \| \| \| --------------------- \| --------------------- \| --------------------- \| --------------------- \| --------------------- \| \| 1.º \| Andrés Camilo Ardila \| Colombia sub-23 \| 25 h 23 min 13 s \| \| \| 2.º \| Alessandro Covi \| Colpack \| + 4 min 13 s \| \| \| 3.º \| Einer Rubio \| Aran Vejus \| + 4 min 41 s \| \| \| 4.º \| Juan Diego Alba \| Colombia sub-23 \| + 4 min 52 s \| \| \| 5.º \| Filippo Conca \| Biesse Carrera \| + 5 min 02 s \| \| |                      |                 |                  |
| |                      |                 |                  |
| Fuente: ProCyclingStats |                      |                 |                  |
| Clasificación general |                      |                 |                  |
| Ciclista | Ciclista             | Equipo          | Tiempo           |
| 1.º | Andrés Camilo Ardila | Colombia sub-23 | 25 h 23 min 13 s |
| 2.º | Alessandro Covi      | Colpack         | + 4 min 13 s     |
| 3.º | Einer Rubio          | Aran Vejus      | + 4 min 41 s     |
| 4.º | Juan Diego Alba      | Colombia sub-23 | + 4 min 52 s     |
| 5.º | Filippo Conca        | Biesse Carrera  | + 5 min 02 s     |

### 8.ª etapa
| Rosà - Falcade | etapa de montaña | (133,6 km) |

| \| Clasificación de la etapa \| Clasificación de la etapa \| Clasificación de la etapa \| Clasificación de la etapa \| Clasificación de la etapa \| \| Ciclista \| Ciclista \| Equipo \| Tiempo \| \| \| ------------------------- \| ------------------------- \| ----------------------------- \| ------------------------- \| ------------------------- \| \| 1.º \| Nicola Venchiarutti \| Cycling Team Friuli \| 3 h 36 min 00 s \| \| \| 2.º \| Barnabás Peák \| SEG Racing Academy \| + 0 s \| \| \| 3.º \| Ricardo Tosin \| General Store Bottoli Zardini \| + 0 s \| \| \| 4.º \| Matteo Sobrero \| Dimension Data for Qhubeka \| + 0 s \| \| \| 5.º \| Christian Scaroni \| Groupama-FDJ \| + 0 s \| \| |                     |                               |                 |
| |                     |                               |                 |
| Fuente: ProCyclingStats |                     |                               |                 |
| Clasificación de la etapa |                     |                               |                 |
| Ciclista | Ciclista            | Equipo                        | Tiempo          |
| 1.º | Nicola Venchiarutti | Cycling Team Friuli           | 3 h 36 min 00 s |
| 2.º | Barnabás Peák       | SEG Racing Academy            | + 0 s           |
| 3.º | Ricardo Tosin       | General Store Bottoli Zardini | + 0 s           |
| 4.º | Matteo Sobrero      | Dimension Data for Qhubeka    | + 0 s           |
| 5.º | Christian Scaroni   | Groupama-FDJ                  | + 0 s           |

| \| Clasificación general \| Clasificación general \| Clasificación general \| Clasificación general \| Clasificación general \| \| Ciclista \| Ciclista \| Equipo \| Tiempo \| \| \| --------------------- \| --------------------- \| --------------------- \| --------------------- \| --------------------- \| \| 1.º \| Andrés Camilo Ardila \| Colombia sub-23 \| 29 h 02 min 54 s \| \| \| 2.º \| Alessandro Covi \| Colpack \| + 4 min 13 s \| \| \| 3.º \| Einer Rubio \| Aran Vejus \| + 4 min 41 s \| \| \| 4.º \| Juan Diego Alba \| Colombia sub-23 \| + 4 min 56 s \| \| \| 5.º \| Christian Scaroni \| Groupama-FDJ \| + 6 min 32 s \| \| |                      |                 |                  |
| |                      |                 |                  |
| Fuente: ProCyclingStats |                      |                 |                  |
| Clasificación general |                      |                 |                  |
| Ciclista | Ciclista             | Equipo          | Tiempo           |
| 1.º | Andrés Camilo Ardila | Colombia sub-23 | 29 h 02 min 54 s |
| 2.º | Alessandro Covi      | Colpack         | + 4 min 13 s     |
| 3.º | Einer Rubio          | Aran Vejus      | + 4 min 41 s     |
| 4.º | Juan Diego Alba      | Colombia sub-23 | + 4 min 56 s     |
| 5.º | Christian Scaroni    | Groupama-FDJ    | + 6 min 32 s     |

### 9.ª etapa
| Agordo - Passo Fedaia | etapa de montaña | (39,9 km) |

| \| Clasificación de la etapa \| Clasificación de la etapa \| Clasificación de la etapa \| Clasificación de la etapa \| Clasificación de la etapa \| \| Ciclista \| Ciclista \| Equipo \| Tiempo \| \| \| ------------------------- \| ------------------------- \| ------------------------- \| ------------------------- \| ------------------------- \| \| 1.º \| Einer Rubio \| Aran Vejus \| 1 h 21 min 07 s \| \| \| 2.º \| Juan Diego Alba \| Colombia sub-23 \| + 25 s \| \| \| 3.º \| Andrés Camilo Ardila \| Colombia sub-23 \| + 25 s \| \| \| 4.º \| Jesús David Peña \| Colombia sub-23 \| + 34 s \| \| \| 5.º \| Kevin Colleoni \| Biesse Carrera Gavardo \| + 48 s \| \| |                      |                        |                 |
| |                      |                        |                 |
| Fuente: ProCyclingStats |                      |                        |                 |
| Clasificación de la etapa |                      |                        |                 |
| Ciclista | Ciclista             | Equipo                 | Tiempo          |
| 1.º | Einer Rubio          | Aran Vejus             | 1 h 21 min 07 s |
| 2.º | Juan Diego Alba      | Colombia sub-23        | + 25 s          |
| 3.º | Andrés Camilo Ardila | Colombia sub-23        | + 25 s          |
| 4.º | Jesús David Peña     | Colombia sub-23        | + 34 s          |
| 5.º | Kevin Colleoni       | Biesse Carrera Gavardo | + 48 s          |

## Clasificaciones finales
- Las clasificaciones finalizaron de la siguiente forma:[3]

### Clasificación general
| \| Clasificación general \| Clasificación general \| Clasificación general \| Clasificación general \| Clasificación general \| \| Ciclista \| Ciclista \| Equipo \| Tiempo \| \| \| --------------------- \| --------------------- \| ----------------------------- \| --------------------- \| --------------------- \| \| 1.º \| Andrés Camilo Ardila \| Colombia sub-23 \| 30 h 24 min 22 s \| \| \| 2.º \| Einer Rubio \| Aran Vejus \| + 4 min 10 s \| \| \| 3.º \| Juan Diego Alba \| Colombia sub-23 \| + 4 min 54 s \| \| \| 4.º \| Alessandro Covi \| Colpack \| + 6 min 05 s \| \| \| 5.º \| Filippo Conca \| Biesse Carrera \| + 8 min 54 s \| \| \| 6.º \| Sean Quinn \| Hagens Berman Axeon \| + 9 min 26 s \| \| \| 7.º \| Jesús David Peña \| Colombia sub-23 \| + 11 min 10 s \| \| \| 8.º \| Simon Guglielmi \| Groupama-FDJ \| + 11 min 29 s \| \| \| 9.º \| Viktor Verschaeve \| Lotto-Soudal U23 \| + 12 min 24 s \| \| \| 10.º \| Filippo Zana \| Sangemini-Trevigiani-MG.K Vis \| + 14 min 33 s \| \| |                      |                               |                  |
| |                      |                               |                  |
| Fuente: ProCyclingStats |                      |                               |                  |
| Clasificación general |                      |                               |                  |
| Ciclista | Ciclista             | Equipo                        | Tiempo           |
| 1.º | Andrés Camilo Ardila | Colombia sub-23               | 30 h 24 min 22 s |
| 2.º | Einer Rubio          | Aran Vejus                    | + 4 min 10 s     |
| 3.º | Juan Diego Alba      | Colombia sub-23               | + 4 min 54 s     |
| 4.º | Alessandro Covi      | Colpack                       | + 6 min 05 s     |
| 5.º | Filippo Conca        | Biesse Carrera                | + 8 min 54 s     |
| 6.º | Sean Quinn           | Hagens Berman Axeon           | + 9 min 26 s     |
| 7.º | Jesús David Peña     | Colombia sub-23               | + 11 min 10 s    |
| 8.º | Simon Guglielmi      | Groupama-FDJ                  | + 11 min 29 s    |
| 9.º | Viktor Verschaeve    | Lotto-Soudal U23              | + 12 min 24 s    |
| 10.º | Filippo Zana         | Sangemini-Trevigiani-MG.K Vis | + 14 min 33 s    |

### Clasificación de la montaña
| Clasificación de la montaña | Clasificación de la montaña | Clasificación de la montaña | Clasificación de la montaña | Clasificación de la montaña |
| Ciclista                    | Ciclista                    | Equipo                      | Puntos                      |                             |
| --------------------------- | --------------------------- | --------------------------- | --------------------------- | --------------------------- |
| 1.º                         | Einer Rubio                 | Aran Vejus                  | 75 pts                      |                             |
| 2.º                         | Andrés Camilo Ardila        | Colombia sub-23             | 71 pts                      |                             |
| 3.º                         | Juan Diego Alba             | Colombia sub-23             | 58 pts                      |                             |
| 4.º                         | Jesús David Peña            | Colombia sub-23             | 52 pts                      |                             |
| 5.º                         | Kevin Colleoni              | Biesse Carrera Gavardo      | 51 pts                      |                             |
| 6.º                         | Alessandro Covi             | Colpack                     | 33 pts                      |                             |
| 7.º                         | Ricardo Tosin               | Biesse Carrera Gavardo      | 29 pts                      |                             |
| 8.º                         | Thymen Arensman             | SEG Racing Academy          | 28 pts                      |                             |
| 9.º                         | Christian Scaroni           | Biesse Carrera Gavardo      | 27 pts                      |                             |
| 10.º                        | Tobias Bayer                | Tirol KTM Cycling Team      | 27 pts                      |                             |

### Clasificación de los puntos
| Clasificación por puntos | Clasificación por puntos | Clasificación por puntos    | Clasificación por puntos | Clasificación por puntos |
| Ciclista                 | Ciclista                 | Equipo                      | Puntos                   |                          |
| ------------------------ | ------------------------ | --------------------------- | ------------------------ | ------------------------ |
| 1.º                      | Ethan Hayter             | VC Londres                  | 67 pts                   |                          |
| 2.º                      | Nicolas Dalla Valle      | Tirol KTM Cycling Team      | 65 pts                   |                          |
| 3.º                      | Andrés Camilo Ardila     | Colombia sub-23             | 50 pts                   |                          |
| 4.º                      | Einer Rubio              | Aran Vejus                  | 50 pts                   |                          |
| 5.º                      | Gregorio Ferri           | Zalf Euromobil Désirée Fior | 49 pts                   |                          |
| 6.º                      | Juan Diego Alba          | Colombia sub-23             | 48 pts                   |                          |
| 7.º                      | Fred Wright              | Gran Bretaña                | 43 pts                   |                          |
| 8.º                      | Georg Zimmermann         | Tirol KTM Cycling Team      | 42 pts                   |                          |
| 9.º                      | Christian Scaroni        | Biesse Carrera Gavardo      | 41 pts                   |                          |
| 10.º                     | Matthew Walls            | Gran Bretaña                | 40 pts                   |                          |

### Clasificación de los jóvenes
| Clasificación del mejor joven | Clasificación del mejor joven | Clasificación del mejor joven | Clasificación del mejor joven | Clasificación del mejor joven |
| Ciclista                      | Ciclista                      | Equipo                        | Tiempo                        |                               |
| ----------------------------- | ----------------------------- | ----------------------------- | ----------------------------- | ----------------------------- |
| 1.º                           | Andrés Camilo Ardila          | Colombia sub-23               | 30 h 24 min 22 s              |                               |
| 2.º                           | Sean Quinn                    | Hagens Berman Axeon           | + 9 min 26 s                  |                               |
| 3.º                           | Jesús David Peña              | Colombia sub-23               | + 11 min 10 s                 |                               |
| 4.º                           | Filippo Zana                  | Sangemini-Trevigiani-MG.K Vis | + 14 min 33 s                 |                               |
| 5.º                           | Sergio García                 | Lizarte                       | + 23 min 09 s                 |                               |
| 6.º                           | Henri Vandenabeele            | Lotto-Soudal U23              | + 24 min 15 s                 |                               |
| 7.º                           | Mason Hollyman                | Gran Bretaña                  | + 28 min 13 s                 |                               |
| 8.º                           | Daniel Tulett                 | Gran Bretaña                  | + 39 min 26 s                 |                               |
| 9.º                           | Giovanni Aleotti              | Cycling Team Friuli           | + 46 min 05 s                 |                               |
| 10.º                          | Lorenzo Ginestra              | Zalf Euromobil Désirée Fior   | + 46 min 19 s                 |                               |

### Clasificación por equipos
| Clasificación por equipos | Clasificación por equipos | Clasificación por equipos | Clasificación por equipos |
| Equipo                    | Equipo                    | Tiempo                    |                           |
| ------------------------- | ------------------------- | ------------------------- | ------------------------- |
| 1.º                       | Colombia                  | 91 h 29 min 48 s          |                           |
| 2.º                       | Groupama-FDJ              | + 21 min 12 s             |                           |
| 3.º                       | Lizarte                   | + 54 min 56 s             |                           |

## Evolución de las clasificaciones
| Etapa                   | Vencedor                | Clasificación general Maglia Rosa | Clasificación de la montaña Maglia Verde | Clasificación de los puntos Maglia Rossa | Clasificación de los sprint intermedios Maglia Blu | Clasificación de los jóvenes (Sub-21) Maglia Bianca | Clasificación por equipos |
| ----------------------- | ----------------------- | --------------------------------- | ---------------------------------------- | ---------------------------------------- | -------------------------------------------------- | --------------------------------------------------- | ------------------------- |
| Prólogo                 | Ethan Hayter            | Ethan Hayter                      | Charlie Quarterman                       | Kaden Groves                             | Nicolas Dalla Valle                                | Maikel Zijlaard                                     | SEG Racing Academy        |
| 1.ª                     | Ethan Hayter            | Ethan Hayter                      | Riccardo Bobbo                           | Ethan Hayter                             | Riccardo Bobbo                                     | Jake Stewart                                        | Tirol KTM                 |
| 2.ª                     | Matthew Walls           | Ethan Hayter                      | Veljko Stojnić                           | Ethan Hayter                             | Riccardo Bobbo                                     | Jake Stewart                                        | Tirol KTM                 |
| 3.ª                     | Fabio Mazzucco          | Fabio Mazzucco                    | Veljko Stojnić                           | Nicolas Dalla Valle                      | Riccardo Bobbo                                     | Fabio Mazzucco                                      | Tirol KTM                 |
| 4.ª                     | Andrés Camilo Ardila    | Andrés Camilo Ardila              | Federico Rosati                          | Nicolas Dalla Valle                      | Riccardo Bobbo                                     | Andrés Camilo Ardila                                | Groupama-FDJ Continental  |
| 5.ª                     | Andrés Camilo Ardila    | Andrés Camilo Ardila              | Andrés Camilo Ardila                     | Ethan Hayter                             | Riccardo Bobbo                                     | Andrés Camilo Ardila                                | Colombia                  |
| 6.ª                     | Juan Diego Alba         | Andrés Camilo Ardila              | Andrés Camilo Ardila                     | Ethan Hayter                             | Riccardo Bobbo                                     | Andrés Camilo Ardila                                | Colombia                  |
| 7.ª                     | Alfred Wright           | Andrés Camilo Ardila              | Andrés Camilo Ardila                     | Ethan Hayter                             | Viktor Verschaeve                                  | Andrés Camilo Ardila                                | Colombia                  |
| 8.ª                     | Nicola Venchiarutti     | Andrés Camilo Ardila              | Andrés Camilo Ardila                     | Ethan Hayter                             | Viktor Verschaeve                                  | Andrés Camilo Ardila                                | Colombia                  |
| 9.ª                     | Einer Rubio             | Andrés Camilo Ardila              | Einer Rubio                              | Ethan Hayter                             | Davide Casarotto                                   | Andrés Camilo Ardila                                | Colombia                  |
| Clasificaciones finales | Clasificaciones finales | Andrés Camilo Ardila              | Einer Rubio                              | Ethan Hayter                             | Davide Casarotto                                   | Andrés Camilo Ardila                                | Colombia                  |

## UCI Europe Tour (U23) Ranking
El Giro Ciclistico d'Italia otorgó puntos para el UCI World Ranking para corredores de los equipos en las categorías UCI WorldTeam, Profesional Continental y Equipos Continentales. Las siguientes tablas son el baremo de puntuación y los 10 corredores que obtuvieron más puntos:
| Posición              | 1.º | 2.º | 3.º | 4.º | 5.º | 6.º | 7.º | 8.º | 9.º | 10.º |
| Clasificación general | 30  | 25  | 20  | 15  | 10  | 5   | 3   | 1   | 1   | 1    |
| Por etapa             | 5   | 1   |     |     |     |     |     |     |     |      |
| Líder                 | 1   |     |     |     |     |     |     |     |     |      |

| Clasificación |                      |                        |         |       |       |       |
| Posición      | Ciclista             | Equipo                 | General | Etapa | Líder | Total |
| ------------- | -------------------- | ---------------------- | ------- | ----- | ----- | ----- |
| 1.º           | Andrés Camilo Ardila | Colombia sub-23        | 30      | 10    | 6     | 46    |
| 2.º           | Einer Rubio          | Vejus-TMF-Cicli Magnum | 25      | 5     | -     | 30    |
| 3.º           | Juan Diego Alba      | Colombia sub-23        | 20      | 5     | -     | 25    |
| 4.º           | Alessandro Covi      | Team Colpack           | 15      | -     | -     | 15    |
| 5.º           | Ethan Hayter         | Reino Unido            | -       | 10    | 3     | 13    |
| 6.º           | Filippo Conca        | Biesse Carrera Gavardo | 10      | -     | -     | 10    |
| 7.º           | Sean Quinn           | Hagens Berman-Axeon    | 5       | -     | -     | 5     |
| 8.º           | Jesús David Peña     | Colombia sub-23        | 3       | -     | -     | 3     |
| 9.º           | Simon Guglielmi      | Groupama-FDJ           | 1       | -     | -     | 1     |
| 10.º          | Viktor Verschaeve    | Lotto-Soudal U23       | 1       | -     | -     | 1     |